# Henry Selick

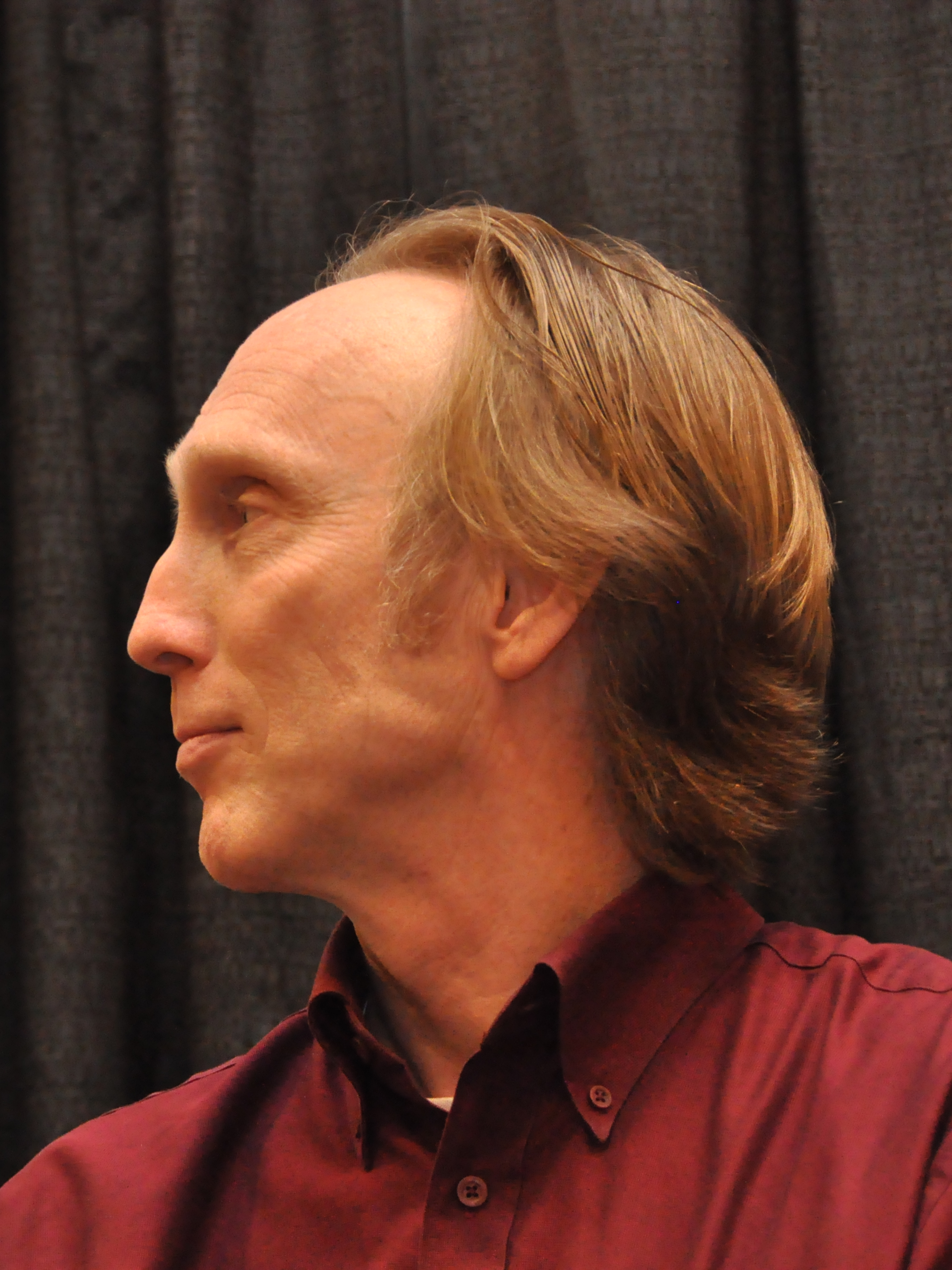
Henry Selick, 2009

Charles Henry Selick, Jr. (* 30. November 1952 in Glen Ridge, New Jersey) ist ein US-amerikanischer Produzent, Filmregisseur, Drehbuchautor und Produktionsdesigner.

## Leben
Selick wuchs in Glen Ridge (New Jersey) auf und studierte mit 20 Jahren Malerei, Zeichnen, Fotografie, Bildhauerei und Kunstdruck an der Syracuse University. Es folgte ein Studium (Animation) am California Institute of the Arts. Dort traf Selick zum Beispiel auf Brad Bird, John Lasseter, Tim Burton und John Musker.
Danach war er für die Disney-Studios tätig. 2010 wurde sein Animationsfilm Coraline für den Oscar nominiert. Im April 2012 gab Disney bekannt, dass Selick die Neil Gaiman Novelle The Graveyard Book inszeniert.
Im September 2022 wurde sein Animationsfilm Wendell & Wild uraufgeführt mit Keegan-Michael Key und Jordan Peele in den titelgebenden Sprechrollen.

## Filmografie

### Regie
- 1982: Seepage (Kurzfilm)
- 1985: Fishbone: Party at Ground Zero (Kurzfilm)
- 1991: Slow Bob in the Lower Dimensions (Kurzfilm)
- 1993: Nightmare Before Christmas (The Nightmare Before Christmas)
- 1996: James und der Riesenpfirsich (James and the Giant Peach)
- 2001: Monkeybone
- 2005: Moongirl (Kurzfilm)
- 2009: Coraline
- 2022: Wendell & Wild

### Drehbuch
- 1982: Seepage (Kurzfilm)
- 1991: Slow Bob in the Lower Dimensions (Kurzfilm)
- 1998: MTV’s Weird-Ass Cartoon Classics (Fernsehserie)
- 2009: Coraline
- 2022: Wendell & Wild

### Animationen
- 1977: Elliot, das Schmunzelmonster (Pete’s Dragon)
- 1978: Der Esel von Bethlehem (The Small One, Kurzfilm)
- 1980: Die Dschungelolympiade (Animalympics)
- 1981: Cap und Capper (The Fox and the Hound)
- 1983: Winnie the Pooh and a Day for Eeyore (Kurzfilm)
- 1983: Mickys Weihnachtserzählung (Mickey’s Christmas Carol, Kurzfilm)
- 1985: Taran und der Zauberkessel (The Black Cauldron)
- 1986: Basil, der große Mäusedetektiv (The Great Mouse Detective)
- 1988: Falsches Spiel mit Roger Rabbit (Who Framed Roger Rabbit)

## Auszeichnungen (Auswahl)
Oscar
- 2010: Coraline – Nominierung für den Besten animierten Spielfilm

Saturn Award
- 1994: Nightmare Before Christmas – Nominierung für die Beste Regie

Le Cristal du long métrage
- 1997: James und der Riesenpfirsich – Auszeichnung als Bester Langfilm
- 2009: Coraline – Auszeichnung als Bester Langfilm

Annie Award
- 1994: Nightmare Before Christmas – Auszeichnung für die Beste Einzelleistung eines Kreativbeaufsichtigten im Zeichentrickfilm
- 2010: Coraline – Nominierung für die Beste Regie eines Spielfilms

British Film Academy Award
- 2010: Coraline – Nominierung für den Besten animierten Spielfilm